# José Luis García Mato
José Luís García Mato fue un escritor y poeta español. Escribió tanto en gallego como en castellano. Nació el 13 de julio de 1924 en Villalba, provincia de Lugo y fallece en la misma villa el 21 de enero de 1980.

## Biografía
Sus padres fueron Antonio García Hermida e Irene Mato Grandio. Huérfano de padre con 15 años, se vio obligado a trabajar duramente desde bien joven. Trabajó en Jaén, en una empresa constructora y se hizo maestro nacional por libre, cargo que cumplimentó con otros empleos fuera de horas. Ejerció de maestro en Chao de Pousadoiro, Candás y San Cosme de Cudillero, Bazarroso en la parroquia de Gaibor, y finalmente en la escuela de Goiriz.
Viene de una familia de tradición en las letras gallegas:
- Manuel Mato Vizoso, su tío abuelo fundó y dirigió "El Eco Villalbés", fue cronista oficial de Villalba, escribió varios estudios de historia local y comarcal, varias obras de teatro en gallego y en castellano y poesías de carácter narrativo y festivo.

- Su padre, Antonio García Hermida, comerciante de profesión, fundó los periódicos Azul y Blanco y Heraldo de Villalba, fue secretario de las Irmandades da Fala y también dejó un buen número de poesías en gallego, que su hijo (el propio José Luís García Mato) recogería y publicaría en 1973, bajo el título de Charetas.

En 1976, José Luís García Mato edita a José María Chao Ledo en el libro: Xosé María Chao Ledo; Poemas Galegos (ediciones Castrelos de Vigo).
Algunos de sus escritos los firmó con el seudónimo de O Guedelliñas. En su obra destaca sobre todo su defensa de la cultura de la época, especialmente de la Tierra Llana y Villalba. Una selección de sus poemas en Gallego fueron recogidas y publicadas en el año 1986 por su hijo Xosé Luís García Ferreiro en el libro Dando novas túas (Ediciones do Castro).
Escribió innumerables artículos en prensa, tanto en castellano como en gallego, en los periódicos: El Progreso (de Lugo), Las Riberas del Eo, Faro de Vigo, El Pueblo Gallego, El Ideal Gallego, La Voz de Galicia y Pueblo (de Madrid) y poesías que han sido recogidas y publicadas en junio de 2010 en dos volúmenes. La recopilación la llevó nuevamente a cabo su primogénito Xose Luís García Ferreiro y han sido editadas por la diputación de Lugo, con la participación de Darío Xohán Cabana en la parte de poesía y Agustín Fernández Paz en la de prosa.

## Curiosidades
Recogió todos los cuadros del pintor villalbés Antonio Insua Bermúdez lomeli jacobo pd snl tma hizo una exposición antológica en 1974.
Manuel lo incluía en lo que él denominaba "La Escuela poética villalbesa".
Tras su fallecimiento en 1980, en Villalba hay una calle con su nombre.

## Obra poética
- 1956, Canciós do lume novo

- 1958-1962, Canciós sinxelas

- 1971, Romance fondo e longo (en nove cantos) de lendas da Terra Chá

- 1972, Terra Chá, meu amor

- 1972-1973, Poemas de min pra ti

- 1971-1974, Verbas pra unha rapaza

- 1974-1976, O libro de Helena

- 1972-1979, Poemas de min pra vós

- Datos: Q5941842
- Multimedia: Xosé Luís García Mato / Q5941842